# Harald
Harald ist ein männlicher Vorname.

## Herkunft und Bedeutung
Der Name Harald stammt aus dem Germanischen und besteht aus den Namenelementen harja- (zu althochdeutsch heri ‚Heer‘) und *walda- (zu althochdeutsch waltan ‚(ver-)walten, herrschen‘, altisländisch valdr ‚Herrscher‘ etc.). Auszugehen ist von einer Grundform *Harja-waldaz (etwa: ‚der im Heere Waltende‘ oder ‚Befehlshaber‘ – der Sinn altgermanischer Personennamen ist schwer zu beurteilen). Der erste bekannte Namensträger ist der von Tacitus in seinen Annales zum Jahr 16 n. Chr. erwähnte Bataverfürst Chariovalda („dux Batavorum“, Tac. ann. II,11,1 und 3).
In Walter sind die beiden Namenglieder von Harald vertauscht.

## Varianten
- Harold, Haroldo, Harry, Herald, Haroldas

## Namensträger

### Herrscher

#### Dänemark
- Harald Hildetand (Harald Kampfzahn; wohl um die Mitte des 8. Jahrhunderts), historisch nicht gesicherter dänischer König aus dem Geschlecht der Skjoldunge, soll gegen Schweden, Wenden und Angelsachsen gekämpft haben
- Harald Klak (≈ 785–846), König von Dänemark
- Harald Blauzahn (≈910–987), König von Dänemark und Norwegen
- Harald II. (≈995–1018), König von Dänemark
- Harald III. (1041–1080), König von Dänemark

#### Norwegen
- Harald I. Schönhaar (852–932), König von Norwegen
- Harald II. Graufell († 976), König von Norwegen
- Harald III. der Harte (1015–1066), König von Norwegen
- Harald IV. Gille (1103–1136), König von Norwegen
- Harald V. (* 1937), König von Norwegen

#### England
- Harald I. Hasenfuß (≈1016–1040), König von England (1035–40)
- Harald II. (1022–1066), König von England

#### Andere
- Mstislaw I. der Große (1076–1132), Großherzog von Kiew (in skandinavischen Sagen auch „Harald“ genannt)

### Weitere Namensträger

#### Harald
- Harald Benesch (1921–1994), österreichischer Regisseur und Schauspieler
- Harald Eckstein (1938–2018), deutscher Jazzmusiker
- Harald Ertl (1948–1982), österreichischer Rennfahrer
- Harald Gesterkamp (* 1962), deutscher Schriftsteller und Journalist
- Harald Glööckler (* 1965), deutscher Modedesigner und Unternehmer
- Harald Grønningen (1934–2016), norwegischer Skilangläufer
- Harald zur Hausen (1936–2023), deutscher Mediziner
- Harald Irmscher (* 1946), deutscher Fußballspieler
- Harald Jerichau (1851–1878), dänischer Maler
- Harald Juhnke (1929–2005), deutscher Schauspieler, Entertainer, Synchronsprecher und Sänger
- Harald von Koenigswald (1906–1971), deutscher Schriftsteller
- Harald von Korflesch (* 1962), deutscher Wirtschaftswissenschaftler, Wirtschaftsinformatiker und Hochschullehrer
- Harald Krassnitzer (* 1960), österreichischer Schauspieler
- Harald W. Krenn (* 1958), österreichischer Biologe, Zoologe und Hochschullehrer
- Harald Kröner (* 1962), deutscher Zeichner und Ausstellungskurator
- Harald Lange (* 1938), deutscher Fotograf und Autor
- Harald Lange (* 1968), deutscher Sportwissenschaftler und Hochschullehrer
- Harald Langer-Hansel (1909–1998), österreichischer Jurist und Beamter des Handelsministeriums
- Harald Leipnitz (1926–2000), deutscher Schauspieler
- Harald Lesch (* 1960), deutscher Astrophysiker, Naturphilosoph, Wissenschaftsjournalist, Fernsehmoderator und Hochschullehrer
- Harald Maresch (1916–1986), austro-amerikanischer Schauspieler
- Harald Mors (1910–2001), deutscher Offizier, Oberst
- Harald Muenz (* 1965), deutsch-italienischer Komponist, Klangkünstler und Performer
- Harald Naegeli (* 1939), Schweizer Künstler
- Harald Tom Nesvik (* 1966), norwegischer Politiker
- Harald Neukirch (1928–2011), deutscher Opernsänger
- Harald Norpoth (* 1942), deutscher Mittel- und Langstreckenläufer
- Harald Oberhofer (* 1983), österreichischer Wirtschaftswissenschaftler, Hochschullehrer
- Harald Ostenfeld (1864–1934), dänischer lutherischer Bischof
- Harald von Rautenfeld (1893–1975), deutschbaltischer Aktivist, Journalist und Diplomat
- Harald Rein (* 1957), Schweizer Theologe
- Harald Reinl (1908–1986), österreichischer Filmregisseur, Drehbuchautor und Filmeditor
- Harald Ringstorff (1939–2020), deutscher Politiker (SPD), Ministerpräsident von Mecklenburg-Vorpommern
- Harald Rosenthal (* 1937), deutscher Meeresbiologe und Hochschullehrer
- Harald Sæverud (1897–1992), norwegischer Komponist
- Harald Schmid (* 1957), deutscher Leichtathlet
- Harald Schmidt (* 1957), deutscher Schauspieler, Kabarettist, Kolumnist, Entertainer, Schriftsteller und Moderator
- Harald Schmied (1968–2018), österreichischer Journalist
- Harald Schumacher (* 1954), deutscher Fußballtorwart, siehe Toni Schumacher
- Harald Stein (* 1942), deutscher Pathologe, Hochschullehrer und Olympiateilnehmer im Segeln
- Harald Stein (* 1966), deutscher Basketballspieler und -trainer
- Harald Szeemann (1933–2005), Schweizer Museumsleiter, Kurator und Ausstellungsmacher
- Harald Wedell (* 1941), deutscher Wirtschaftswissenschaftler und Fachbuchautor
- Harald Winter (* 1953), deutscher Maler und Zeichner
- Harald Wohlfahrt (* 1955), deutscher Koch
- Harald Sack Ziegler (* 1961), deutscher Sänger und Multiinstrumentalist

#### Harold
- Harold Abrahams (1899–1978), britischer Leichtathlet
- Harold Alexander, 1. Earl Alexander of Tunis (1891–1969), Kommandeur der britischen Armee und Feldmarschall
- Harold Arlen (1905–1986), US-amerikanischer Unterhaltungsmusik-Komponist
- Harold Bell (1919–2009), US-amerikanischer Marketing- und Merchandising-Agent
- Harold Betters (1928–2020), US-amerikanischer Jazzmusiker
- Harold Bloom (1930–2019), US-amerikanischer Literaturwissenschaftler und -kritiker
- Harold Bride (1890–1956), britischer Funkoffizier und Marconi-Funker
- Harold Cassels (1898–1975), britischer Hockeyspieler
- Harold Faltermeyer (* 1952), deutscher Komponist und Produzent
- Harold Gillies (1882–1960), britischer Otolaryngologe und Chirurg
- Harold Gould (1923–2010), US-amerikanischer Schauspieler
- Harold Haefner (1933–2022), Schweizer Geograph und Hochschullehrer
- Harold Harris (* 1934), US-amerikanischer Jazzpianist
- Harold Adams Innis (1894–1952), kanadischer Professor für Politische Ökonomie
- Harold Jefta (1933–2024), südafrikanischer Jazzmusiker
- Harold Kreis (* 1959), deutsch-kanadischer Eishockeyspieler und -trainer
- Harold Land (1928–2001), US-amerikanischer Jazz-Tenorsaxophonist und Komponist
- Harold Lichtenberger (1920–1993), US-amerikanischer Physiker
- Harold Lieberman (1930/31–2020), US-amerikanischer Trompeter und Hochschullehrer
- Harold Lloyd (1893–1971), US-amerikanischer Schauspieler, Komiker und Produzent
- Harold Lowe (1882–1944), fünfter Offizier der RMS Titanic
- Harold Lozano (* 1972), kolumbianischer Fußballspieler
- Harold Mabern (1936–2019), US-amerikanischer Jazzpianist
- Harold Macmillan (1894–1986), britischer Politiker und Premierminister Großbritanniens
- Harold G. Moore (1922–2017), US-amerikanischer Offizier der US Army
- Harold Nicolson (1886–1968), britischer Diplomat, Autor und Politiker
- Harold Perrineau (* 1963), US-amerikanischer Schauspieler
- Harold Pinter (1930–2008), britischer Theaterautor, Regisseur und Literaturnobelpreisträger 2005
- Harold Prince (1928–2019 in Reykjavík, Island), US-amerikanischer Theaterregisseur und -produzent
- Harold Ramis (1944–2014), US-amerikanischer Schauspieler, Filmregisseur und Drehbuchautor
- Harold Robbins (1916–1997), US-amerikanischer Schriftsteller
- Harold Sakata (1920–1982), US-amerikanischer Schauspieler (‚Oddjob‘ in Goldfinger )
- Harold E. Shear (1918–1999), US-amerikanischer Offizier, Admiral
- Harold Shipman (1946–2004), britischer Hausarzt und Serienmörder
- Harold Switzer (1925–1967), US-amerikanischer Schauspieler
- Harold Sylvester (* 1949), US-amerikanischer Film- und Fernsehschauspieler
- Harold C. Urey (1893–1981), US-amerikanischer Chemiker
- Harold E. Varmus (* 1939), US-amerikanischer Virologe
- Harold Washington (1922–1987), US-amerikanischer Politiker und erster afroamerikanischer Bürgermeister von Chicago
- Harold Wilson (1916–1995), britischer Politiker und Premierminister Großbritanniens